# Restauracja Złota Gęś
Złota Gęś – rodzinna restauracja zlokalizowana w Siewierzu, w województwie śląskim, specjalizująca się w daniach z gęsi oraz tradycyjnej kuchni polskiej.

## Historia
Restauracja została założona w 1945 roku przez Józefę i Antoniego Kubików i od początku istnienia pozostaje w rękach rodziny. Początkowo funkcjonowała pod nazwą "Zacisze". W czasach PRL-u właściciele zmagali się z restrykcjami gospodarczymi i kontrolami skarbowymi.  Złota Gęś przetrwała prywatyzację, wojnę o handel, utrudnienia socjalistycznej gospodarki, z domiarami włącznie.

## Specjalności kulinarne
Dania przygotowywane są w taki sam sposób od 80 lat- według rodzinnych receptur, z wykorzystaniem lokalnych produktów. Do flagowych potraw należą:
- Żołądki z gęsi – uznane za najlepsze polskie danie regionalne[5] w konkursie "Nasze Kulinarne Dziedzictwo – Smaki Regionów" oraz wpisane na ministerialną Listę Produktów Tradycyjnych[6].
- Gęś pieczona[7] w piecu chlebowym – tradycyjnie przygotowywana[8].
- Żurek – gęsty wywar na gęsinie, serwowany z dodatkami[9].

## Nagrody i wyróżnienia
- Tytuł Wicemistrza Wojewódzkiego w kategorii Firma w konkursie "AGROLIGA 2008"[10], odbywającym się pod patronatem Ministerstwa Rolnictwa, TVP S.A., Prezesa ARiMR, Prezesa ARR oraz Stowarzyszenia Agro Biznes Klub.
- PERŁA 2008. Żołądki z gęsi -  uznane za najlepszą polską regionalną potrawę w konkursie Nasze Kulinarne Dziedzictwo- Smaki Regionów.[11]

- Restauracja Złota Gęś została wpisana na listę przewodnika kulinarnego Taste Atlas[12]. By trafić do przewodnika trzeba spełnić określone wymagania: być na rynku co najmniej 50 lat, prowadzić rodzinny biznes z pokolenia na pokolenie i mieć w menu co najmniej 2 potrawy kuchni tradycyjnej i regionalnej.

Produkty zostały docenione przez najbardziej znane postacie z gastronomicznego środowiska m.in. przez Piotra Adamczewskiego, Andrzeja Garlickiego, Roberta Makłowicza, Piotra Bikonta, Pascala.

## Produkty tradycyjne
Siedem przysmaków Złotej Gęsi jest wpisanych na listę potraw tradycyjnych przez Ministerstwo Rolnictwa i Rozwoju Wsi.
Są to:
- żurek siewierski[19]
- żołądki z gęsi po siewiersku[20]
- wątróbki gęsie po siewiersku
- siewierska gęś pieczona[21]
- siewierska kaczka pieczona
- smalec gęsi
- borówka/brusznica siewierska

## Znani goście
Wśród gości restauracji byli m.in: Karol Wojtyła, Edward Gierek, Józef Cyrankiewicz,  Jerzy Ziętek, Mirosław Hemaszewski, Czesław Niemen, Agnieszka Osiecka, Maryla Rodowicz, Krystyna Janda, Zbigniew Boniek, Zbigniew Wodecki, Andrzej Gołota, Tadeusz Drozda, Stanisław Sojka, Krzysztof Krawczyk, Kabaret Ani Mru Mru, Kabaret Koń Polski, Feel, Zakopower,  Myslovitz, Andrzej Lepper, Dariusz Gnatowski "Boczek", VOX, Piotr Cyrwus "Rysio z Klanu", Krystyna Loska, Grzegorz Wons, De Mono, Jan Kobuszewski, Paweł Wawrzecki, Andrzej Kopiczyński, Jerzy Turek, Andrzej Grabarczyk, Maciej Kujawski, Marek Siudym, Natasza Urbańska, Janusz Józefowicz, Anna Mucha, Genowefa Pigwa, Włodzimierz Korcz, Anna Majewska, Bohdan Łazuka, Andrzej Jurczyński, Dżem, Stanisława Łozińska, Rudi Schuberth, Wiktor Zborowski, Mariusz Opania, Cezary Żak, Anna Maria Jopek, Joanna Żurkowska, Perfect, Renata Dancewicz, Robert Makłowicz, Elżbieta Dzikowska, Agnieszka Świdzińska, Ewa Chodakowska, Olaf Lubaszenko, Marek Niedźwiedzki, Urszula Dudziak, Marek Przybylik, Rafał Królikowski, Izabela Kuna,

## Wnętrza Złotej Gęsi

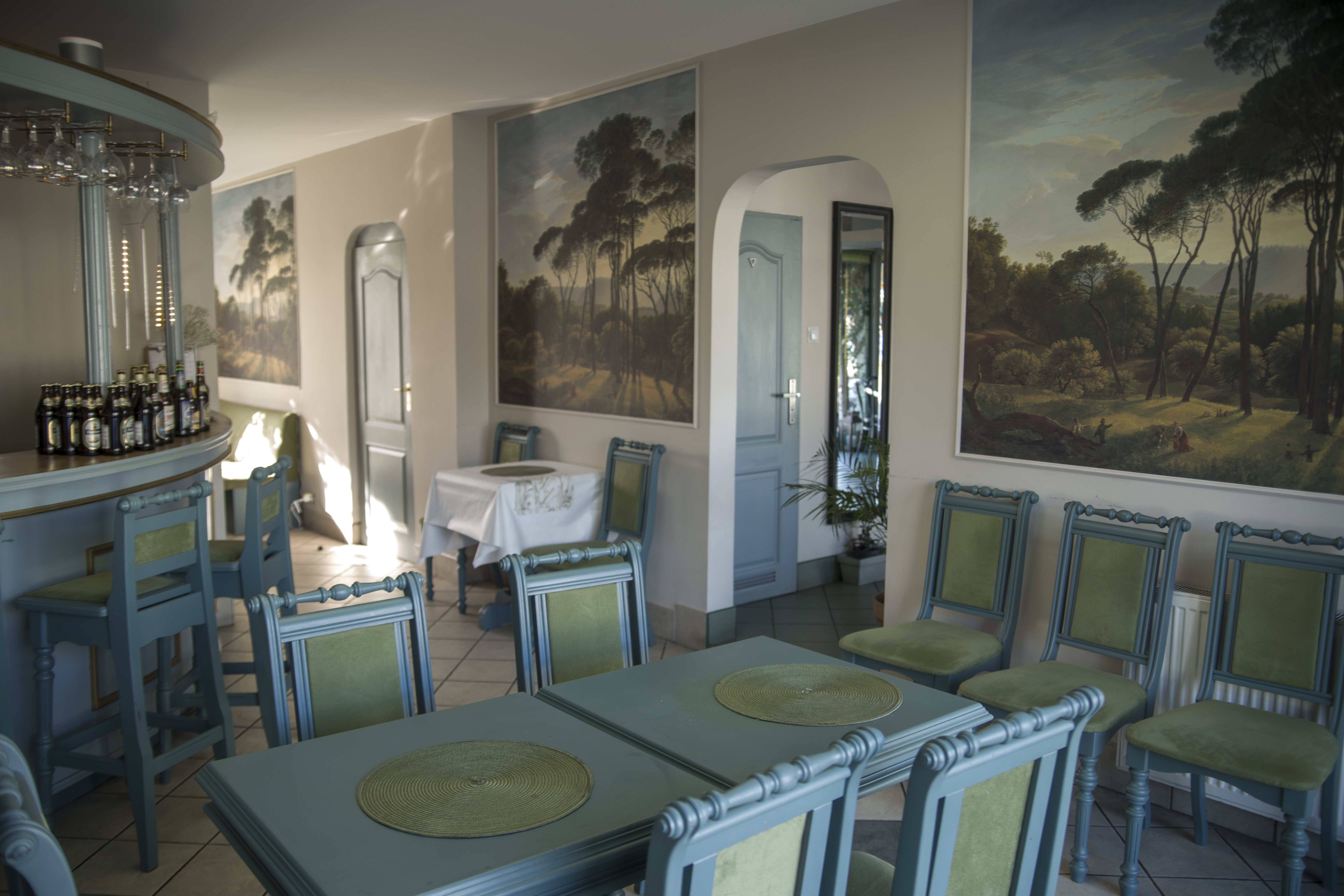
Złota Gęś 2023,